# Agrostis montevidensis
Agrostis montevidensis är en gräsart som beskrevs av Spreng. och Christian Gottfried Daniel Nees von Esenbeck. Agrostis montevidensis ingår i släktet ven, och familjen gräs. Inga underarter finns listade i Catalogue of Life.